# مناورات نبض الصيف

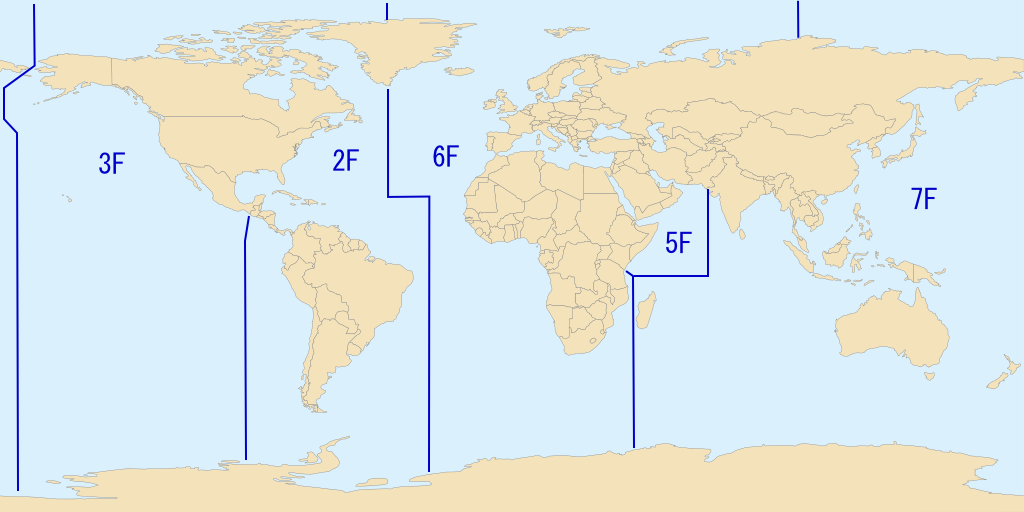

مناورات نبض الصيف أو (بالإنجليزية: Summer Pulse Maneuvers)‏ هي عبارة عن عملية انتشار موسعة للقوات العسكرية تجريها الولايات المتحدة 
وتتضمن مشاركة القوات البحرية الأمريكية في أكثر من 13 مناورة عسكرية بالتعاون مع أكثر من 23 حليف وشريك دولي, فضلا عن مشاركة الفروع الأخرى للقوات المسلحة الأمريكية. وتجرى المناورات على مسرح عمليات يمتد ما بين المحيط الأطلسي والمحيط الهادئ وبحر البلطيق والبحر الأبيض المتوسط وبحر الشمال والبحر الأحمر وبحر اليابان والخليج العربي.

## هدف المناورات
تهدف الولايات المتحدة من هذه المناورات إلى اختبار استراتيجيتها للمحافظة على السلام والأمن والحصول على منافذ تجارية وضمان حرية الملاحة ومنع بروز أية قوة أو تحالف يسعيان إلى السيطرة عليها. وتتضمن عمليات مشتركة فوق سطح البحر وعمليات للغواصات وأخرى مضادة للغواصات، وعمليات بحر ـ جو مشتركة وزيارات للموانئ. 